# Schweich
Schweich este un oraș din landul Renania-Palatinat, Germania.

## Orașe înfrățite
- Marsannay-la-Côte, Franța
- Portishead, Regatul Unit
- Krokowa, Polonia
- Renesse, Țările de Jos
- Murialdo, Italia

1. ↑   https://stadt-schweich.de/grusswort-des-buergermeisters/, accesat în 22 martie 2025 Lipsește sau este vid: |title= (ajutor)
2. ↑  , Statistisches Bundesamt[*], 31 ianuarie 2021 https://www.statistikportal.de/de/gemeindeverzeichnis Lipsește sau este vid: |title= (ajutor)